# Nanosocialismo
El nanosocialismo generalmente hace referencia a la colección de teorías económicas de la organización social que recomiendan la propiedad y administración estatal o colectiva de la investigación, el desarrollo y el uso de la nanotecnología.

## Política
El nanosocialismo es una postura que favorece la política partícipe para guiar la intervención estatal en la esfuerza administrar la transición a una sociedad revolucionada por la nanotecnología molecular.
«Nanosocialismo» es un término acuñado por David M. Berube, director asociado de los Estudios de Nanociencia y Tecnología en el NanoCenter USC, quien expone que las proyecciones nanotecnológias necesitan atenuarse por el realismo tecnológico sobre las repercusiones de la nanotecnología en una sociedad tecnocapitalista, pero también expone que sus aplicaciones ofrecen muchas oportunidades para la abundancia económica y el progreso social.

## En la cultura popular
En el juego de rol Transhuman Space, el nanosocialismo es descrito como un descendente del infosocialismo, en el cual la propiedad intelectual es nacionalizada y distribuida por el estado. El nanosocialismo es adoptado por algunas países en desarrollo para contrarrestar el dominio que las corporaciones de las naciones más ricas ejercen sobre los derechos de autores y los patentes. Esta versión ficticia del nanosocialismo fue acuñada por David L. Pulver, el creador del juego, pero no fue consciente de que el término ya había sido utilizado por Berube.